# Швеция на «Евровидении-1997»
Швеция принимала участие в сорок втором выпуске телевизионного конкурса Евровидение, который состоялся 3 мая 1997 в Дублине, Ирландия. Страну представляло мужское трио Blond с песней Bara hon älskar mig ("Только она любит меня"), написанной Стефаном Бергом. Ранее Берг уже писал заявку для Швеции на Евровидение, песню Каролы Fångad av en stormvind, которая стала победителем в 1991 году. По итогам голосования они заняли 14-е место из 25, набрав 36 баллов. Данный результат позволил Швеции пройти квалификацию на участие в следующем выпуске Евровидения, согласно действовавшему на тот момент времени правилу. Поэтому, Bara hon älskar mig стала предшественницей шведской заявки на Евровидение-1998 Kärleken är в исполнении Джилл Йонсон. Конкурс был показан SVT на канале SVT2 с комментариями Яна Йингрида. Глашатаем, объявлявшим очки шведских телезрителей, была Гёста Хансон.

## До «Евровидения»

### Melodifestivalen 1997
Начиная с 1958 года шведская телекомпания Sveriges Television (SVT) отвечает за организацию отбора заявки на Евровидение и дальнейшую трансляцию конкурса. С 1959 года SVT организовывает национальный финал под названием Melodifestivalen для выбора артиста и песни, представляющих Швецию. Melodifestivalen 1997 состоялся 8 марта в телестудии SVT в Гётеборге. Ведущим был Ян Йингрид. Из 1229 песен, поступивших вещателю, двенадцать прозвучало во время финала, а победитель определялся путём голосования жюри из 11 городов Швеции. Всего шоу посмотрело 2965000 человек.
| Порядковый номер | Исполнитель       | Название песни                 | Автор(ы)                                        | Очки | Место |
| ---------------- | ----------------- | ------------------------------ | ----------------------------------------------- | ---- | ----- |
| 1                | Моня Сьёстрём     | Nu idag                        | Лассе Сахлин, Петер Карлссон                    | 11   | 11    |
| 2                | Photogenique      | Nattens änglar                 | Йонас Берггрен                                  | 0    | 12    |
| 3                | Роберт Рандквист  | Hand i hand                    | Мартин Кламан, Бьёрн Йохансон, Маурицио Сорроне | 55   | 5     |
| 4                | N-Mix             | Där en ängel hälsat på         | Пернилла Эмме Александерссон, Пер Андреассон    | 68   | 2     |
| 5                | Джим Джидхед      | Charlie                        | Йон Экедаль, Джим Джидхед                       | 12   | 10    |
| 6                | Ник Борген        | World Wide Web                 | Ник Борген                                      | 26   | 9     |
| 7                | Андреас Лундстедт | Jag saknar dig, jag saknar dig | Александер Бард, Ола Хоканссон, Тим Норелл      | 32   | 7     |
| 8                | Garmarna          | En gång ska han gråta          | Пай Бекман, Матс Вестер                         | 28   | 8     |
| 9                | B.I.G.            | Jag skall aldrig lämna dig     | Пео Тирен, Ричард Эвенлинд, Стефан Алмквист     | 40   | 6     |
| 10               | Вилли Крафоорд    | Missarna                       | Вилли Крафоорд                                  | 65   | 3     |
| 11               | Кайсализа Эйемир  | Du gör mig hel igen            | Робин Карлссон, Ульф Линдстрём, Йохан Эке       | 56   | 4     |
| 12               | Blond             | Bara hon älskar mig            | Стефан Берг                                     | 80   | 1     |

## На «Евровидении»
В 1997 году Европейский вещательный союз внёс изменения в правила касательно квалификации стран. Согласно новым правилам, к конкурсу допускаются страна-победительница Евровидение-1996 и страны, имевшие высокий средний балл за предыдущие четыре конкурса. Средний балл Швеции составил 84,25, что позволило стране принять участие. Перед началом конкурса РТЭ объявило, что букмекеры номинировали шведскую заявку на 12-е место из 25. В Дублине трио Blond выступило под номером 16, между Португалией и Мальтой. Несмотря на современное для 90-х годов звучание европопа, по итогам голосования Blond заняли 14-е место из 25, набрав 36 баллов. Данный результат позволил Швеции пройти квалификацию на участие в следующем выпуске Евровидения, согласно действовавшему на тот момент времени правилу. В 1997 году Европейский вещательный союз ввёл для пяти стран-участниц процедуру телеголосования, и Швеция была одной из них. 12 очков шведские телезрители присудили стране-победительнице Великобритании и 0 очков России. Россия также не присудила Швеции ни одного очка. Во время исполнения шведской песни дирижёром оркестра был Курт-Эрик Холмквист.

### Голосование
| Очки      | Страна             |
| --------- | ------------------ |
| 12 баллов |                    |
| 10 баллов |                    |
| 8 баллов  | - Норвегия         |
| 7 баллов  | - Великобритания   |
| 6 баллов  | - Дания - Словения |
| 5 баллов  | - Ирландия         |
| 4 балла   | - Исландия         |
| 3 балла   |                    |
| 2 балла   |                    |
| 1 балл    |                    |

| Очки      | Страна               |
| --------- | -------------------- |
| 12 баллов | Великобритания       |
| 10 баллов | Ирландия             |
| 8 баллов  | Исландия             |
| 7 баллов  | Дания                |
| 6 баллов  | Турция               |
| 5 баллов  | Хорватия             |
| 4 балла   | Босния и Герцеговина |
| 3 балла   | Италия               |
| 2 балла   | Франция              |
| 1 балл    | Эстония              |